# QCIF/QSIF

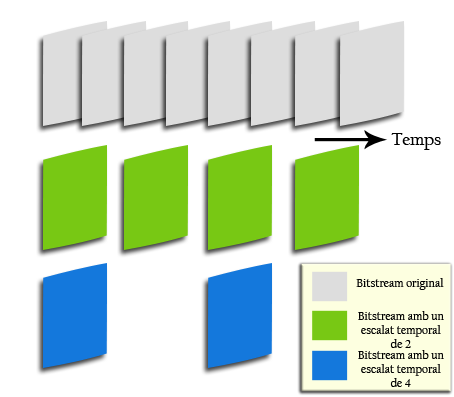
Exemple d'escalabilitat temporal amb un factor de 2 i 4.

Els formats QCIF/QSIF (Quater Common/Source Intermediate Format) són un format de vídeo reduït. S'obtenen reduint la resolució espacial en un factor 4 (dividint l'amplada i l'alçada a la meitat) i la resolució temporal en un factor 2 o 4 respecte de la trama de vídeo original, de tal manera que de cada 4 imatges agafarem 2 imatges o 1 imatge respectivament (vegeu el dibuix de la dreta).

## Característiques bàsiques
- Submostreig en un factor 4 luminància, es porta a terme mitjançant un filtratge del senyal SIF.
- Utilitza una representació de 180x144 píxels (EUR) o de 180x120 (EUA).
- Aplicacions: Aquests formats són utilitzats per a transmissió de senyals de vídeo en sistemes mòbils mitjançant la recomanació H.261 i H.263 o també per a la transmissió de vídeo en directe per Internet.

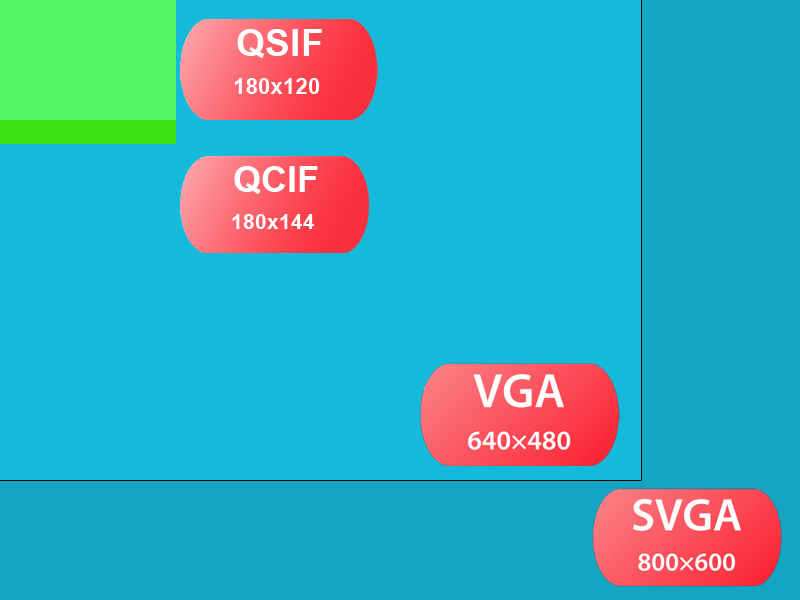
Comparativa amb les mides més representatives